# Вильерс, Эдвард (мастер монетного двора)
Сэр Эдвард Вильерс (англ. Sir Edward Villiers; ок. 1585 — 7 сентября 1626) — английский дворянин и политик из семьи Вильерс, мастер монетного двора (1617—1623), смотритель монетного двора (1623—1626), лорд-президент Манстера (1625—1626). Его сводный брат — Джордж Вильерс, 1-й герцог Бекингем, фаворит Якова I и Карла I.

## Происхождение
Родился около 1585 года. Второй сын сэра Джорджа Вильерса (ок. 1544—1606) и его первой жены Одри Сондерс (ум. 1587), дочери и наследницы Уильяма Сондерса (ум. 1582) из Харрингтона, Нортгемптоншир, и Фрэнсис Зуш, дочери Уильяма Зуша из Булвика, Нортгемптоншир, сына Джона Зуша, 7-го барона Зуша (ок. 1440—1527), сражавшегося на стороне короля Ричарда III в битве при Босворте.
У него был старший брат, сэр Уильям Вильерс (ум. 12 июня 1629), ставший баронетом в 1619 году, который женился на Ребекке Ропер, дочери и сонаследнице Роберта Ропера, оруженосца, и Элизабет Нотт, дочери Уильяма Нотта, оруженосца из Темз-Диттона; и три сестры, Элизабет Вильерс (ум. 1654), вышедшие замуж за Джона Ботелера, 1-го барона Ботелера из Брантфилда; Энн Вильерс, вышедшая замуж за сэра Уильяма Вашингтона, брата Лоуренса Вашингтона (предка Джорджа Вашингтона); и Фрэнсис Вильерс.
Сводные братья (дети отца от второго брака) — Джордж Вильерс, 1-й герцог Бекингем; Джон Вильерс, 1-й виконт Пёрбек; Кристофер Вильерс, 1-й граф Англси; и Сьюзан Филдинг (урожденная Вильерс), графиня Денби, первая леди спальни Генриетты Марии.

## Карьера
Эдвард Вильерс был посвящен в рыцари 7 сентября 1616 года. В октябре 1617 года он сменил сэра Ричарда Мартина на посту мастера монетного двора (до 1623 года), а в ноябре 1618 года он стал контролером Палаты придворных чинов. С 1623 года и до своей смерти он был смотрителем монетного двора.
30 декабря 1620 года Эдварс Вильерс был избран одним из членов Палаты общин Англии от Вестминстера. В том же месяце он был послан к Фридриху V, курфюрсту Пфальца, чтобы сообщить, что ему будет оказана помощь, но только при условии, что он заключит соглашение об отказе от короны Богемии. Эдвард Вильерс вернулся до мая и занял свое место в парламенте, но в том же месяце был временно исключен из палаты за попытку высказаться по вопросу о патенте, в котором он был лично заинтересован (патент на золото и серебро, в который Вильерс вложил 4 000 фунтов стерлингов в 1617 году и от которых он получал доход в размере 500 фунтов стерлингов в год). Его поведение было подтверждено в ходе расследования Палаты лордов в июне, и Вильерсу было разрешено вернуться на свое место в палате общин. В сентябре его снова отправили к курфюрсту Фридриху, служившему тогда в голландской армии, чтобы убедить его выйти из неё и подчиниться императору Священной Римской империи. 23 сентября 1622 года ему были предоставлены в аренду таможня и субсидии на золотую и серебряную нить при условии отказа от управления монетным двором, но последняя должность была восстановлена ему в июле 1624 года. Он был переизбран членом парламента Вестминстера 22 января 1624 года, чтобы заседать в так называемом «Счастливом парламенте», а 25 апреля 1625 года — в «Бесполезном парламенте». В августе 1625 года он попросил палату общин предотвратить роспуск, воздерживаясь от нападок на его сводного брата Джорджа, герцога Бекингема.
Тем временем английский король Яков I Стюарт в январе 1625 года назначил Эдварда Вильера лордом-президентом Мюнстера; назначение было подтверждено королем Карлом I 6 мая, и в августе Вильерс отправился в Ирландию, чтобы приступить к исполнению своих обязанностей. Он занимал этот пост чуть больше года и в течение этого периода отсутствовал несколько месяцев.
Эдвард Вильерс скончался в соборной церкви в Йоле, который он сделал своей официальной резиденцией, 7 сентября 1626 года; он был похоронен в церкви Святой Марии, Йол.

## Брак и дети
Эдвард Вильерс Вильерс женился на Барбаре Сент-Джон (ум. 1672), дочери сэра Джона Сент-Джона (ок. 1552—1594) из Лидьярда-Трегоза, Уилтшир, и Люси Хангерфорд (1560—1598), дочери сэра Уолтера Хангерфорда (ок. 1526—1596) из замка Фарли, Сомерсет, и Энн Дормер (1525—1603), от брака с которой которой у него было десять детей. Жена Вильерса была племянницей Оливера Сент-Джона, ставшего виконтом Грандисоном 3 января 1612 года. У виконта Грандисона не было детей, и сводный брат Эдварда Вильерса, Джордж Вильерс, герцог Бекингем, организовал, чтобы Вильерс и его сыновья унаследовали титул виконта Грандисона.
- Элеонор Вильерс (ок. 1590 — июль 1685), незамужняя
- Энн Вильерс (1610 — 15 декабря 1654), жена с 1627 года Роберта Дугласа, 8-го графа Мортона (ум. 1649).
- Уильям Вильерс, 2-й виконт Грандисон (1614 — 30 сентября 1643), старший сын, отец Барбары Вильерс, герцогини Кливлендской, любовницы короля Англии Карла II
- Джон Вильерс, 3-й виконт Грандисон (1616 — 9 ноября 1659)
- Джордж Вильерс, 4-й виконт Грандисон (1618 — 16 декабря 1699)
- Кристофер Вильерс (род. 8 апреля 1619)
- сэр Эдвард Вильерс (15 апреля 1620 — июль 1689), военный и придворный, отец Эдварда Вильерса, 1-го графа Джерси[8].
- Барбара Вильерс (1 июня 1622 — 13 декабря 1680), 1-й муж — достопочтенный Ричард Уэнмен, 2-й муж — сэр Ричард Уэнтуорт, 3-й муж — Джеймс Говард, 3-й граф Саффолк.